# أولا سفينسون
أولا سفينسون (بالسويدية: Ola Svensson) (و. 1986  م) هو مغني سويدي، ولد في لوند.

## روابط خارجية
- أولا سفينسون على موقع IMDb (الإنجليزية)
- أولا سفينسون على موقع ميوزك برينز (الإنجليزية)
- أولا سفينسون على موقع أول ميوزيك (الإنجليزية)
- أولا سفينسون على موقع ديسكوغز (الإنجليزية)
- أولا سفينسون على موقع قاعدة بيانات الفيلم (الإنجليزية)